# Zac Cuthbertson
Zac Cuthbertson (Pleasant Hill, Carolina del Norte, 27 de diciembre de 1996) es un baloncestista estadounidense que pertenece a la plantilla del Élan Sportif Chalonnais de la LNB Pro A, el primer nivel del baloncesto francés. Con 2,01 metros de estatura, juega en la posición de alero.

## Trayectoria deportiva

### Universidad
Su primera temporada como universitario la pasó en el pequeño Lincoln Trail College, de donde pasó al año siguiente al Mineral Area College de Park Hills (Misuri), donde promedió 14,5 puntos y 7,5 rebotes por partido, siendo elegido jugador del año de la Región 16 de la NJCAA e incluido en el tercer equipo All-American entre los junior college.
En 2017 accedió a la División I de la NCAA, jugando dos temporadas con los Chanticleers de la Universidad de Carolina Costera, en las que promedió 16,5 puntos, 7,5 rebotes y 2,0 asistencias por partido. En su última temporada fue incluido en el segundo mejor quinteto de la Sun Belt Conference.

### Profesional
Tras no ser elegido en el Draft de la NBA de 2019, en el mes de julio firmó su primer contrato profesional con el Borås Basket de la Basketligan, el primer nivel del baloncesto sueco. Hasta el parón por el coronavirus promedió 14,8 puntos y 7,6 rebotes por encuentro.
En mayo de 2020 se comprometió con el Maccabi Ashdod B. C. de la Ligat Winner, mientras que en agosto de ese año firmó un contrato de un año para jugar con Hamburg Towers, equipo de la Basketball Bundesliga.
Cuthbertson acordó su incorporación a La Unión de Formosa en julio de 2021. Sin embargo no llegó a concluir la temporada, debido a una lesión que sufrió en la rodilla.
En la temporada 2022-23, firma por el Wilki Morskie Szczecin de la Polska Liga Koszykówki, el primer nivel del baloncesto polaco.
El 11 de julio de 2024 fichó por el Élan Sportif Chalonnais de la LNB Pro A francesa.